# 順懷世子
順懷世子（1551年7月11日—1563年10月16日），本名李暊（이부），字重明，朝鲜王朝第十三代國王明宗與仁順王后沈氏的獨子。

## 生平
明宗六年（1551年）農曆五月廿八日誕生，乳名崐齡，七歲受冊封為王世子。
明宗十五年（1560年），世子十歲入學。在明宗舅父尹元衡一派的運作下，其姻親黃大任的長女在當年被選為王世子嬪；同年八月，世子行冠禮。然而黃氏腹痛反覆發作，幾個月都不見好轉；她在次年五月被貶為妾室，即良娣黃氏，不久夭折。事後朝廷追究責任，黃大任以謊報女兒八字等罪名，被流放外地長達數十年。明宗改選尹玉次女為世子嬪，即恭懷嬪尹氏，兩人在明宗十六年（1561年）十月廿一日完婚。
明宗十八年（1563年）農曆九月二十日，卒於景福宮；諡順懷世子，葬於高陽郡順懷墓。順懷墓位於德宗（懿敬世子）敬陵左岡亥坐巳向，由兩位守衛官負責護衛。

## 身後

### 官方紀念
宣祖三十四年（1601年），宣祖在漢城北部順化坊建立「順懷廟」，追號「永慶殿」，祭祀已故的順懷世子夫婦。宣祖三十六年（1603年），宣祖下令建立順懷世子與恭懷嬪的神主。此後到光海君在位期間，左議政奇自獻、右議政沈喜壽等大臣提議過繼宗室給順懷世子；弘文館提出东晋（會稽思世子司馬道生）、唐朝（七位皇太子）的歷史先例做為參考，不過最後不了了之。丙子胡亂中，順懷世子神主在江華島遺失，仁祖十五年（1637年）重新建立。肅宗四年（1678年），由於明宗已經祧遷出宗廟，順懷世子夫婦的神主合葬順懷墓，此後官方祭祀只保留寒食祭。
高宗七年十二月初十日（1871年1月30日），高宗改革王室墓葬名稱，將順懷墓改名為「順昌園」。大韓帝國建立後，延續對順懷世子、恭懷嬪的祭祀，沿用朝鮮王朝的祭文；純宗隆熙年間，以及朝鮮日治時期的昌德宮李王祭祀時，都使用《順懷世子祝文》：

　　　敢昭告于
順懷世子、
恭懷嬪尹氏：伏以節序相遷，茲丁令辰，式遵常典，蕆此明禋。
　　　謹以清酌庶羞，式陳明薦，尚
饗。

### 現代
1970年5月26日，順昌園作為高陽西五陵一部分，登錄為韓國史蹟第198號。2006年，韓國文化財廳宣布順昌園發生一起盜墓未遂事件，盜洞深達兩公尺，不過地下的夯土層保護墓室不受進一步破壞。2009年6月27日，聯合國教科文組織將包括西五陵在內的朝鮮王陵，列為世界文化遺產第1319號。順昌園周圍遺跡中，丁字閣、石像生留存至今，而墓碑與碑閣已經遺失。目前，每年恭懷嬪、順懷世子的公历忌日（4月14日、10月6日），順昌園都有祭祀儀式，由韓國文化財廳、王室宗親會全州李氏大同宗約院舉辦。